# Józef Sobota
Józef Izydor Sobota (ur. jako Józef Izydor Sobotta 14 marca 1903 w Bismarckhütte, zm. 2 kwietnia 1979 w Chorzowie) – polski piłkarz występujący na pozycji napastnika, reprezentant Polski.

## Życiorys
Z zawodu urzędnik hutniczy. Posiadał bardzo skromne warunki fizyczne. Wychowanek Bismarckhütter Ballspiel Club (Hajduki Wielkie). Po restrukturyzacji, w latach 1920-1932 gracz Ruchu Chorzów. Podczas służby wojskowej grał w 75 pp (1924-1926). W 1937 roku zmienił pisownię nazwiska.
Był uczestnikiem finałów Mistrzostw Polski w roku 1922 (5 gier, 2 gole). W zmaganiach pierwszoligowych uczestniczył przez sześć sezonów (1927-1932). Zdobywca pierwszej, historycznej bramki ligowej dla Ruchu w dniu 24 kwietnia 1927 w meczu z ŁKS-em. Wycofał się przed sezonem, który dał jego klubowi pierwszy z 14 tytułów mistrza Polski.
Był pierwszy reprezentantem Polski z szeregów "Niebieskich", czwartym reprezentujący śląski klub, kiedy 4 lipca 1926 r. zagrał w Warszawie w jego jedynym meczu międzypańswowym przeciwko Estonii (2:0). W tym spotkaniu strzelił jedną z bramek, mimo że nie zagrał pełnych 90 minut.
Po zakończeniu kariery objął stanowisko społecznego instruktora zespołu (jeszcze w latach 50.). Był zapalonym działkowiczem.